# إله المدرسة الثانوية
إله المدرسة الثانوية (بالإنجليزية: The God of High School) (بالكورية: 갓 오브 하이 스쿨، (رومنة كورية منقحة: Gat Obeu Hai Seukul) هي مانهوا كورية صدرت على شكل ويبتونز من تأليف يونغجي بارك عبر منصة لاين ويب تون التابعة لشركة نافير منذ أبريل 2011 مع الفصول الفردية التي جمعت ونشرت بواسطة Imageframe تحت عنوان Root في مجلد واحد اعتبارًا من أبريل 2020، تلقى إله المدرسة الثانوية ترجمات رسمية باللغة الإنجليزية بواسطة لاين ويبتون ابتداء من يوليو 2014.

## القصة
بدأت القصة عند تنظيم بطولة قتالية بين الثانويات للبحث عن أفضل مقاتل بين جميع طلاب المدارس الثانوية في دولة كوريا. سرعان ما علم موري جين وهو طالب ثانوية متخصص في التايكوندو بهذه البطولة فقرر الانضمام، وهنا بدأت قصته هو وأصدقائه وهم يتنافسون في بطولة قتالية ملحمية حيث يستعيرون فيها القوة مباشرة من الآلهة.